# Lanolina
A lanolina é um produto natural obtido a partir da cera de lã bruta gerada pelos beneficiadores têxteis como um sub produto do processo. Durante o beneficiamento, a lã é lavada com uma mistura de sabões e detergentes gerando uma mistura de água, sabões e vários tipos de impurezas impregnadas.
Normalmente, pode-se obter entre 10 e 15% de gordura de lã neste tipo de processo. A lanolina é, então, obtida através de um sofisticado processo de refinação de cera da lã bruta. Além do aspecto específico de transformação da cera de lã bruta em lanolina, diz-se que é uma ação ecologicamente correta, supostamente não causando danos aos animais, e que evita que este produto seja enviado aos emissários, poluindo o meio ambiente.

## Informações técnicas
A lanolina é uma cera constituída de uma mistura de ésteres de alto peso molecular. Esses ésteres que a compõem são resultados de inúmeras combinações entre diversos tipos de álcoois e ácidos, fazendo com que a lanolina seja um material único e não existindo um substituto para ela.
A lanolina é composta por ésteres cuja fração ácida tem cadeia carbónica variando de C-7 a C-40 e a fracção alcoólica de C-14 a C-36. Portanto, a combinação final de ésteres é muito grande, incluindo produtos líquidos ou mais fluidos, até ésteres mais duros ou cerosos, mas os componentes mais importantes são os hidroxi-ésteres provenientes da combinação de ácidos graxos com dióis e esteróis ou de álcoois graxos com hidroxi-ácidos.
Esses hidroxi-ésteres são os grandes responsáveis pela capacidade de absorção de água da Lanolina, uma das suas principais características, responsável até hoje pela sua utilização e importância.

## Utilização

### Emoliente
Testes de eficácia comprovam a suavização do relevo da pele e a diminuição da perda transepidérmica de água com o uso de lanolina.
Utilizando-se técnicas avançadas em pesquisa de cuidados com a pele foi possível estudar, medindo e assim definindo, a emoliência. Estudos mostram que a elasticidade da pele aumenta após a aplicação de lanolina. A análise Intracorneal Cohesography fornece uma medida posterior de sua
habilidade hidratante.

### Hidratante
Indicado por médicos e utilizado por milhares de mães ao redor do mundo, a Lanolina apresenta um alto nível de hidratação. Um de seus principais métodos de uso é para a hidratação dos mamilos antes e durante a amamentação.
A sua afinidade com a água, formando pseudo-emulsões, faz com que ela desempenhe importante papel, atuando como hidratante, mantendo água à disposição da pele.

### Sobre-engordurante e protector
A sua função na pele pode ser comparada à do sebo, protegendo e repondo os lípidos perdidos com as agressões diárias por sabões e detergentes. Este benefício é muito explorado quando utilizada em pomadas infantis para uso na troca de fraldas, protegendo a pele do bebé do contacto com a urina.
Em uso dermatológico, patologias de peles ressecadas e eczemas beneficiam do uso de lanolina de alta qualidade nos produtos de tratamento. No cabelo, amacia e protege as fibras danificadas por tratamentos químicos e condiciona os cabelos ressecados.

### Dispersante
É um excelente dispersante para pós e pigmentos, sendo útil na formulação de maquiagens, pomadas e produtos solares.

### Aderente
A aderência proporcionada pela lanolina é muito explorada em maquiagens - sombra, blushes e batons, entre outros - e é também utilizada no tratamento de fibras adesivas (esparadrapos) utilizadas em curativos.

### Plasticizante
A lanolina forma películas protectoras sobre as superfícies tratadas, protegendo-as de maneira não oclusiva.